# Pastisset

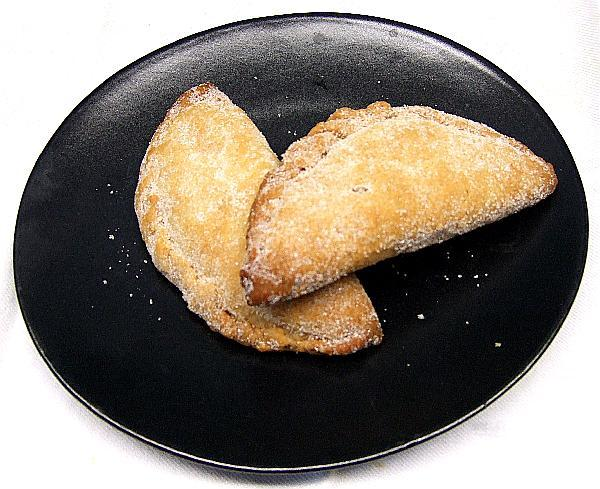
Imagen de unos pastissets o tortas de alma.

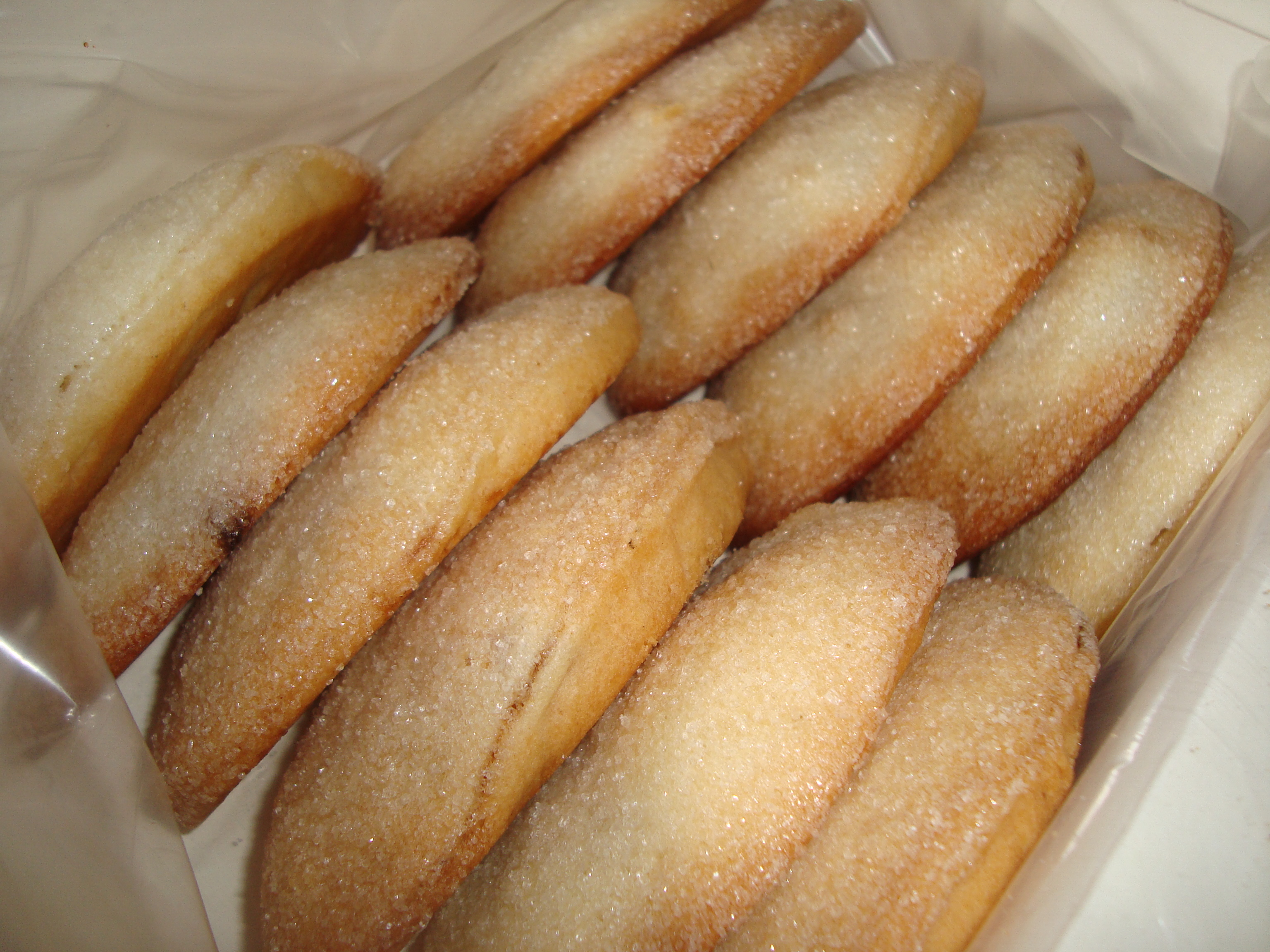
Pastissets, gastronomia de les Terres del Maestrat (Comunitat Valenciana)

Los pastissets (en Cataluña y Comunidad Valenciana donde se llaman pastelicos en las comarcas castellanohablantes) o tortas de alma (en Aragón), también conocidos como casquetes, son unos pequeños dulces típicos de Aragón (elaborados en la provincia de Teruel, siendo famosos los de las comarcas del Matarraña, Maestrazgo, Andorra-Sierra de Arcos, Cuencas Mineras de Aragón y Bajo Aragón), Cataluña (en la zona que comprende las Tierras del Ebro en la Provincia de Tarragona) y en la Comunidad Valenciana.

## Véase también

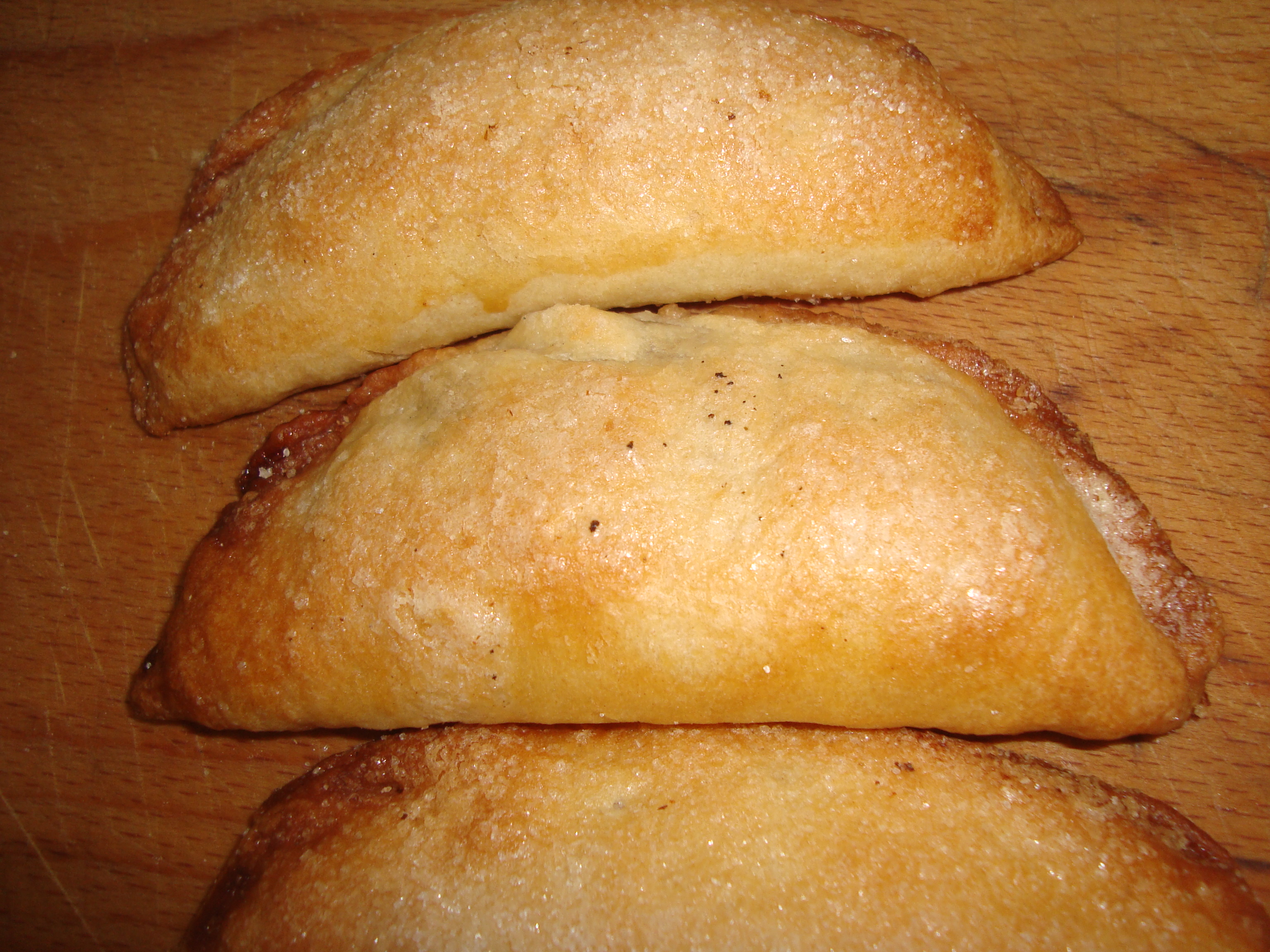
Pastissets de boniato (Torreblanca)

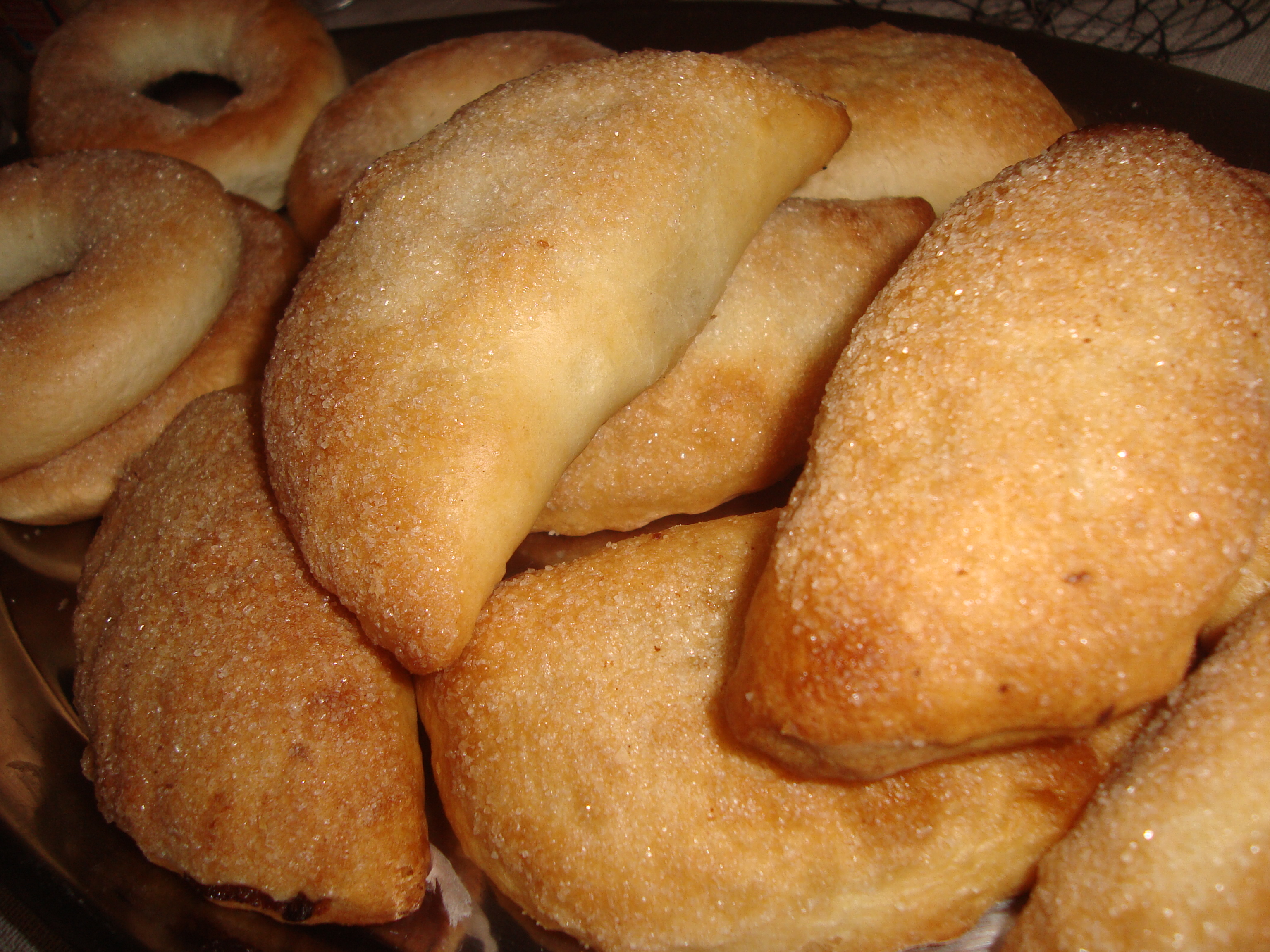
Pastissets, pastes tradicionals (Xert, Castelló)

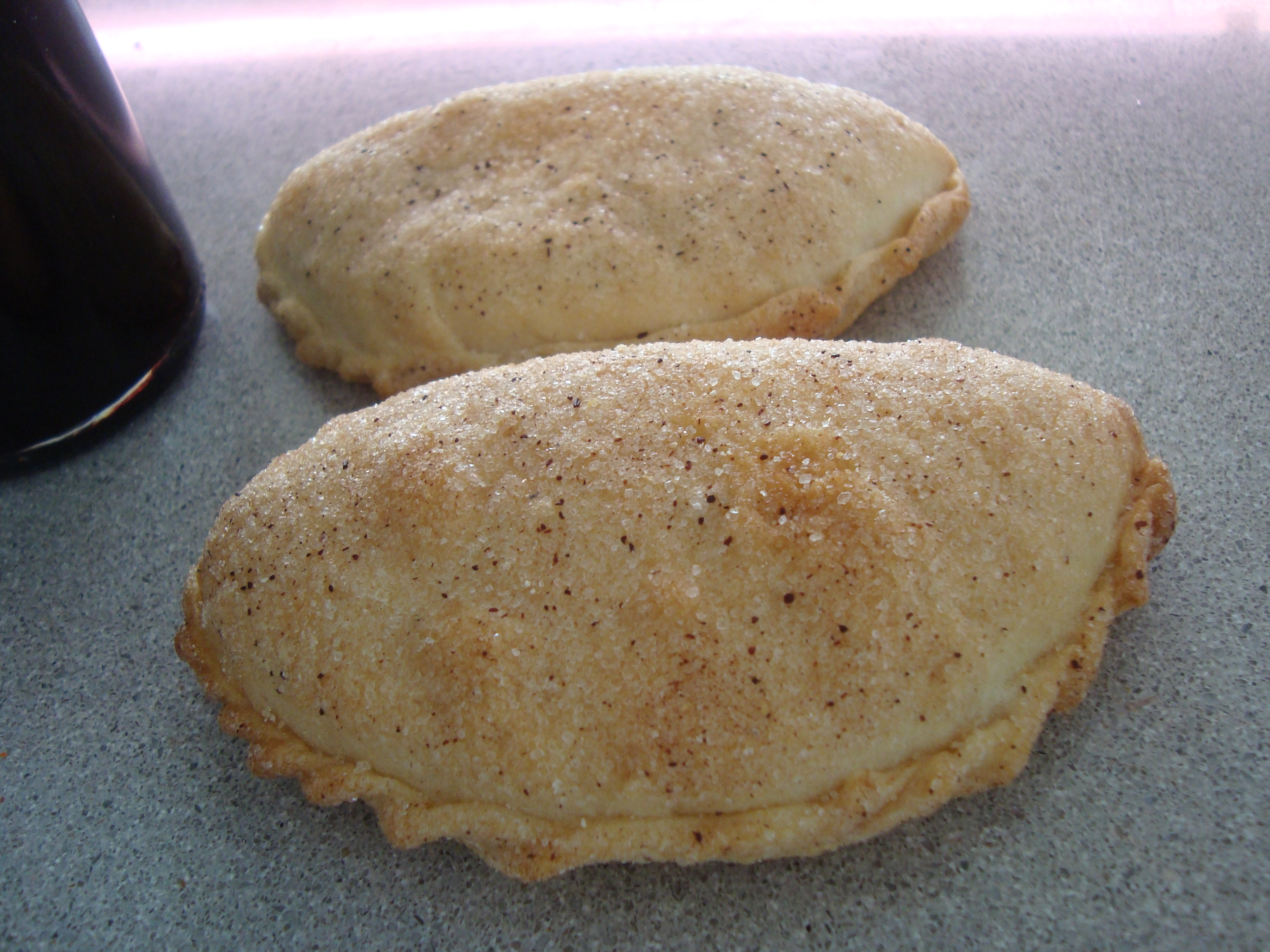
Flaons de brull (Xert)

## Enlaces externos

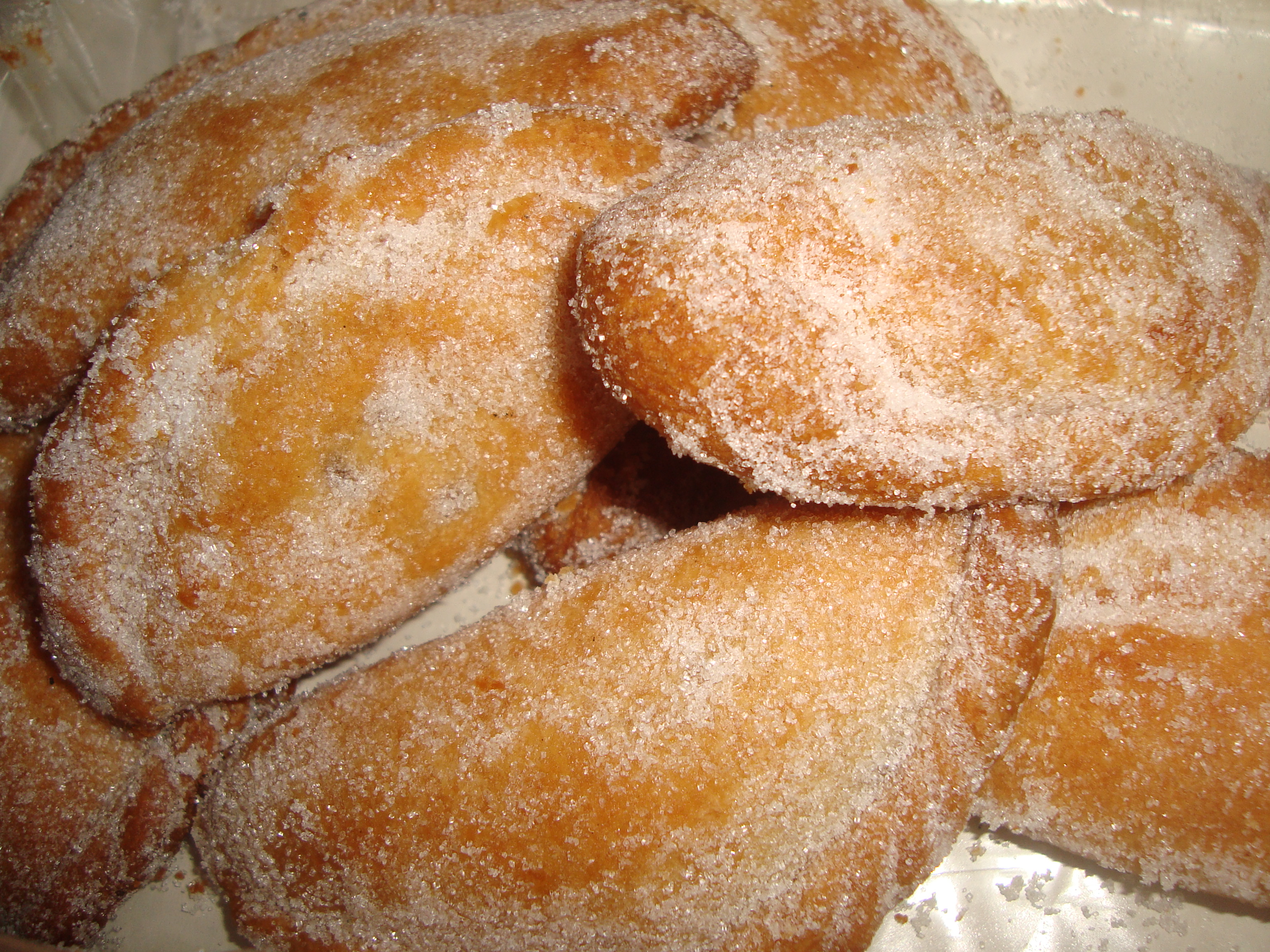
Pastissets de Tortosa

## Composición

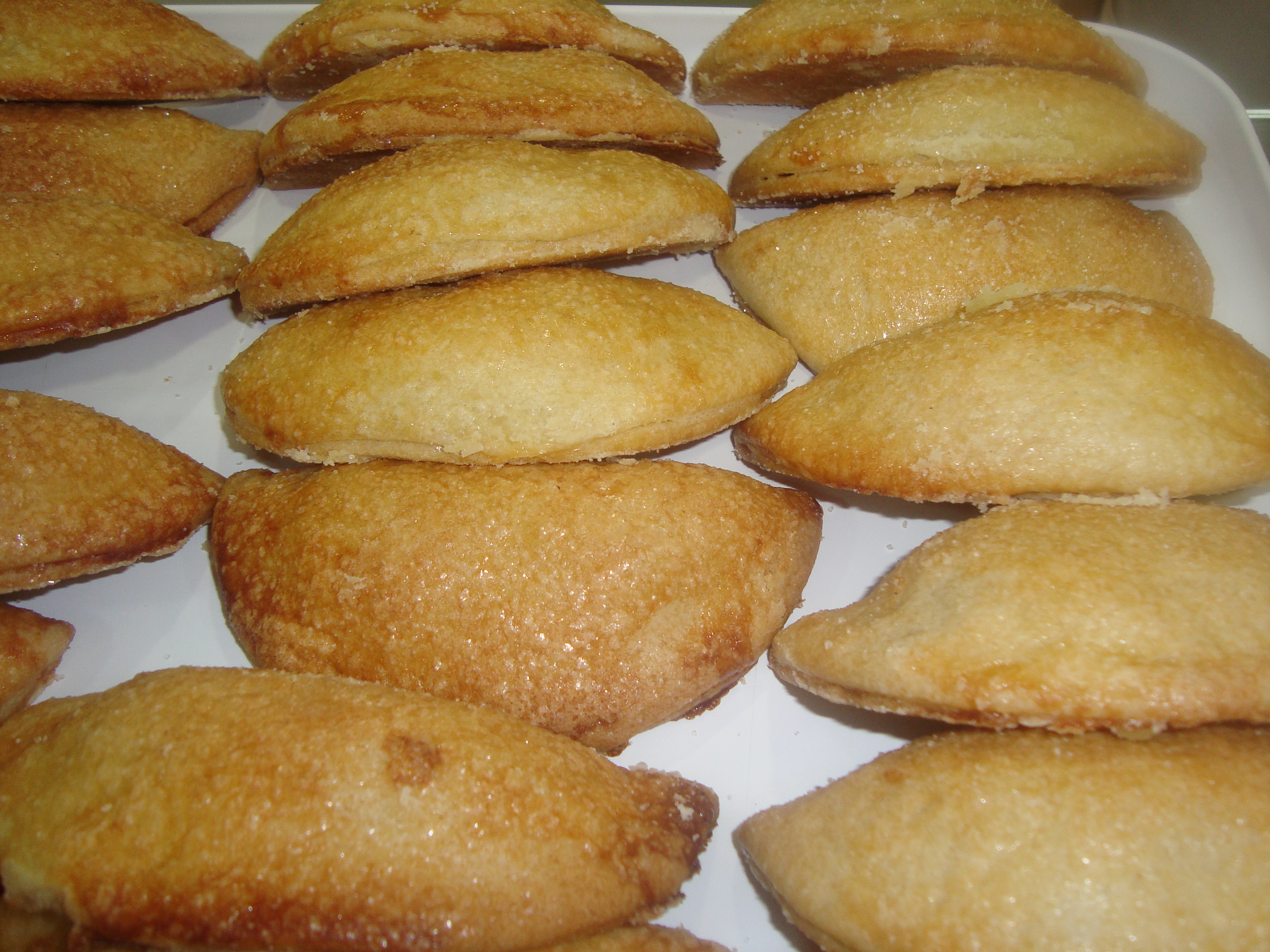
Pastissets de confitura de carabassa i mel

Son unas empanadillas de masa no fermentada con forma semicircular, de 10 cm de largo, 5 de ancho y 3 de grosor. La receta original aragonesa está rellena de mermelada de calabaza, aunque es común el relleno de cabello de ángel y se elabora la masa con aceite, harina de trigo, huevo, anís y mistela o moscatel dependiendo de la zona. Existen variantes como la que se prepara en la localidad tarraconense de Amposta que puede llevar boniato o requesón en lugar de cabello de ángel. Son también muy conocidos los pastissets elaborados en la localidad catalana de Tortosa.